# Vlastenecká fronta

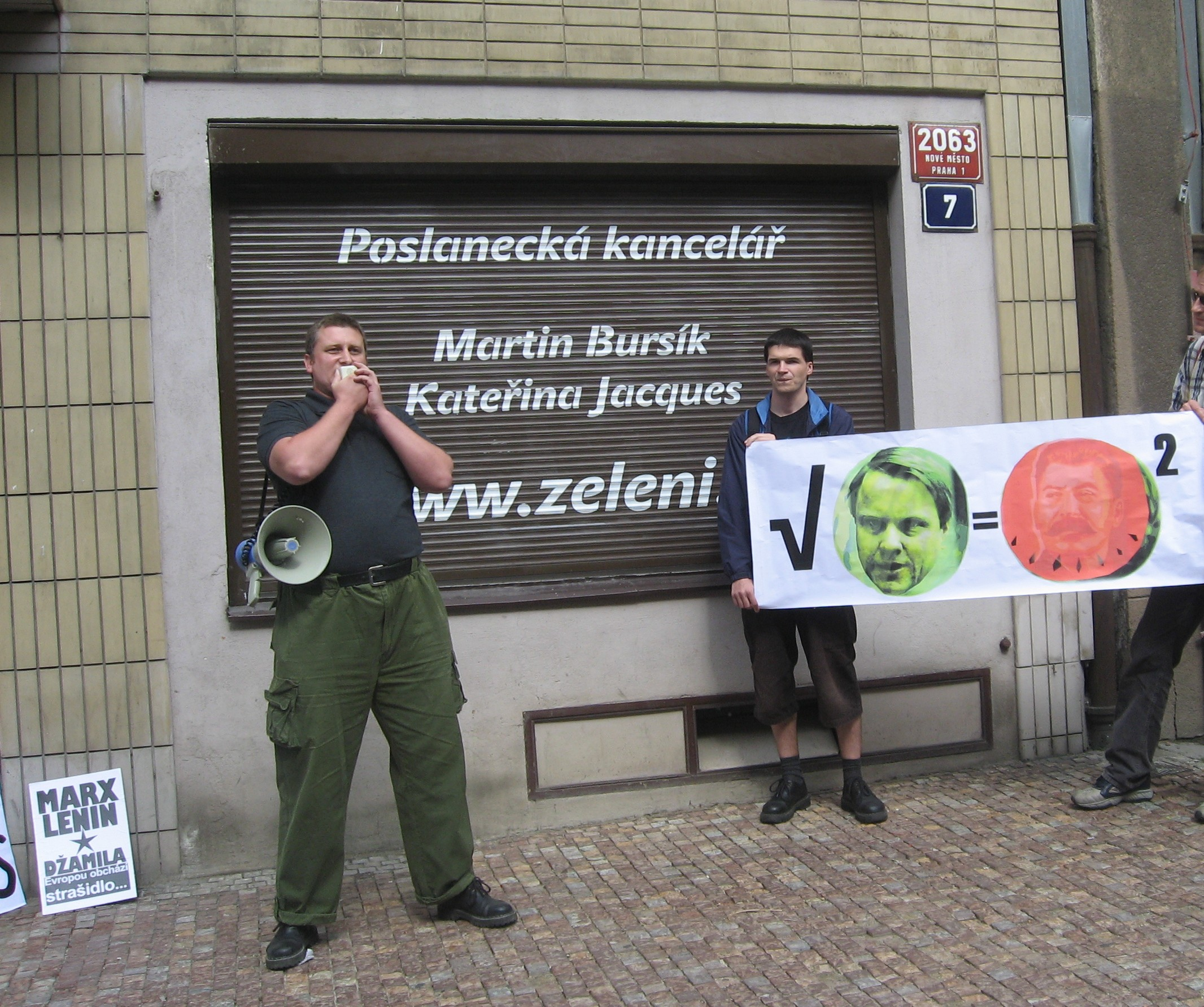
Projev na demonstraci Vlastenecké fronty proti Straně zelených

Vlastenecká fronta je český vlastenecky, nacionalisticky a radikálně pravicově orientovaný spolek, který byl založen 17. června 1993 v Brně. Během následujících let se jeho činnost rozšířila do dalších částí České republiky.

## Program
Ve svém programu je pro omezení imigrace z neevropských zemí, odmítá multikulturalismus, je proti členství České republiky v Evropské unii i NATO, proti registrovanému partnerství, požaduje obnovení trestu smrti a je pro ochranu českých podnikatelů v rámci volného trhu.
Spolek též nepodporuje uzavírání manželství s neevropskými přistěhovalci, rasově smíšená manželství, manželství homosexuální a jiné netradiční typy manželství, ve školství se negativně staví k multikulturní výchově.

## Činnost a charakteristika

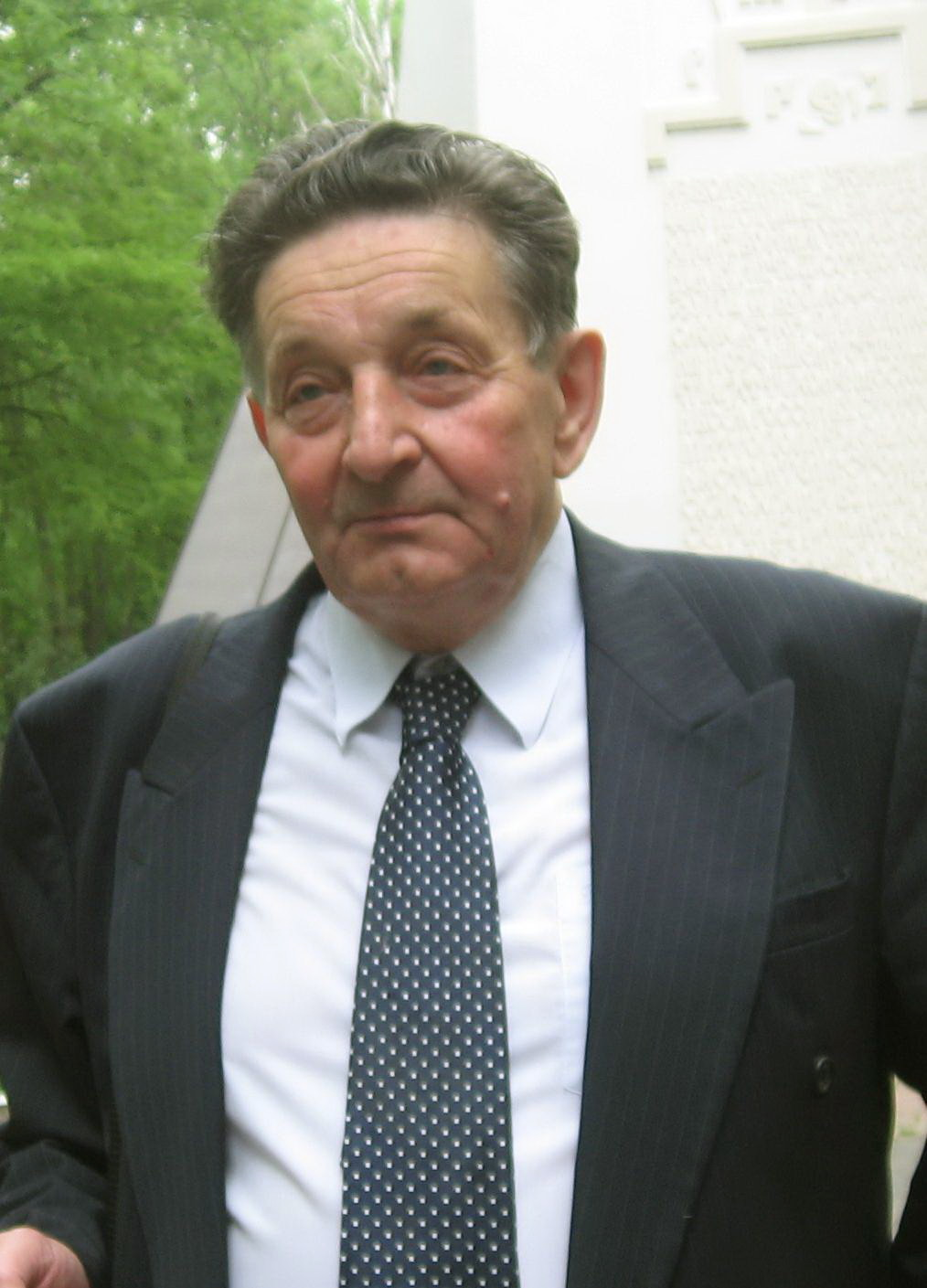
Jan Skácel, člen a bývalý předseda Vlastenecké fronty

Vlastenecká fronta pravidelně vydává tisková prohlášení a pořádá různé demonstrace, každoročně koná shromáždění 28. října k výročí vzniku Československa. Vydává či vydávala řadu různých tiskovin, např. Obrana národa, Otevři oči, Hlas národní mládeže, a prezentuje se také na internetu. V minulosti vydávala internetový Zpravodaj Vlastenecké fronty, v současnosti stojí její členové a sympatizanti za komentovaným zpravodajstvím serveru Altermedia Česká republika.

## Kritika
Vlastenecká fronta se pravidelně objevuje ve zprávách o problematice extremismu od Ministerstva vnitra České republiky, je médii označována za extremistickou a její aktivity jsou kritizovány i ze strany lidskoprávních a levicových aktivistů, LGBT organizací a některých politologů.